# Glyphoturris
Glyphoturris é um gênero de gastrópodes pertencente a família Mangeliidae.

## Espécies
- Glyphoturris eritima (Bush, 1885)[2]
- †Glyphoturris lampra Woodring 1928
- Glyphoturris quadrata (Reeve, 1845)[3]
- Glyphoturris rugirima (Dall, 1889)[4]

Espécies trazidas para a sinonímia
- Glyphoturris diminuta (Adams C. B., 1850):[5] sinônimo de Glyphoturris quadrata (Reeve, 1845)
- Glyphoturris granilirata (Smith, E.A., 1888): sinônimo de Pseudorhaphitoma granilirata (E. A. Smith, 1888)